# 佐藤正夫
佐藤 正夫（さとう まさお、1955年4月9日 - ）は、日本の政治家。衆議院議員（1期）、みんなの党選対委員長兼組織委員長、福岡県議会議員（4期）を歴任した。

## 経歴
福岡県北九州市小倉北区生まれ。北九州市立足立小学校、北九州市立足立中学校、福岡県立小倉南高等学校を経て、日本大学生産工学部卒業。
1995年4月、福岡県議会議員選挙に出馬し、初当選。以後、県議を4期つとめる。2009年、自由民主党福岡県支部連合会総務会長に就任。第22回参議院議員通常選挙の福岡県選挙区公認候補を決める公募で、改選になる吉村剛太郎ではなく大家敏志が選出されたことに反発。2010年4月、自民党を離党し、吉村と共に県連から除名処分が下った。同年7月の第22回参議院議員通常選挙で福岡県選挙区にみんなの党から立候補するも落選。
2012年12月の第46回衆議院議員総選挙で福岡10区にみんなの党から立候補。前回比例九州ブロック単独当選の山本幸三、前回小選挙区当選の城井崇に次ぐ45,698票で落選するも比例復活で初当選した。
2014年11月21日に衆議院は解散。更にその直前、所属していたみんなの党が多数決で解党することを決めた。同月25日、12月の第47回衆議院議員総選挙において福岡10区から無所属で出馬するも、落選した（供託金没収）。
2015年2月には旧みんなの党系の政治団体である「みんなの改革福岡」を立ち上げ代表に就任したが、同団体は同年4月の福岡県議選・市議選で議席を獲得することができず、12月4日に解散した。
2016年の第24回参議院議員通常選挙ではおおさか維新の会から福岡県選挙区での出馬が取沙汰されたが、出馬しなかった。

## 政策
- 選択的夫婦別姓制度導入に反対としている[14]。

## その他
- 2010年、福岡県議会議員4期目に今林久議長の後任として適齢であったが、最大会派の自民党からみんなの党に入党したため議会運営委員長の田中秀子が就任した[15]。